# Luchtacrobatiek

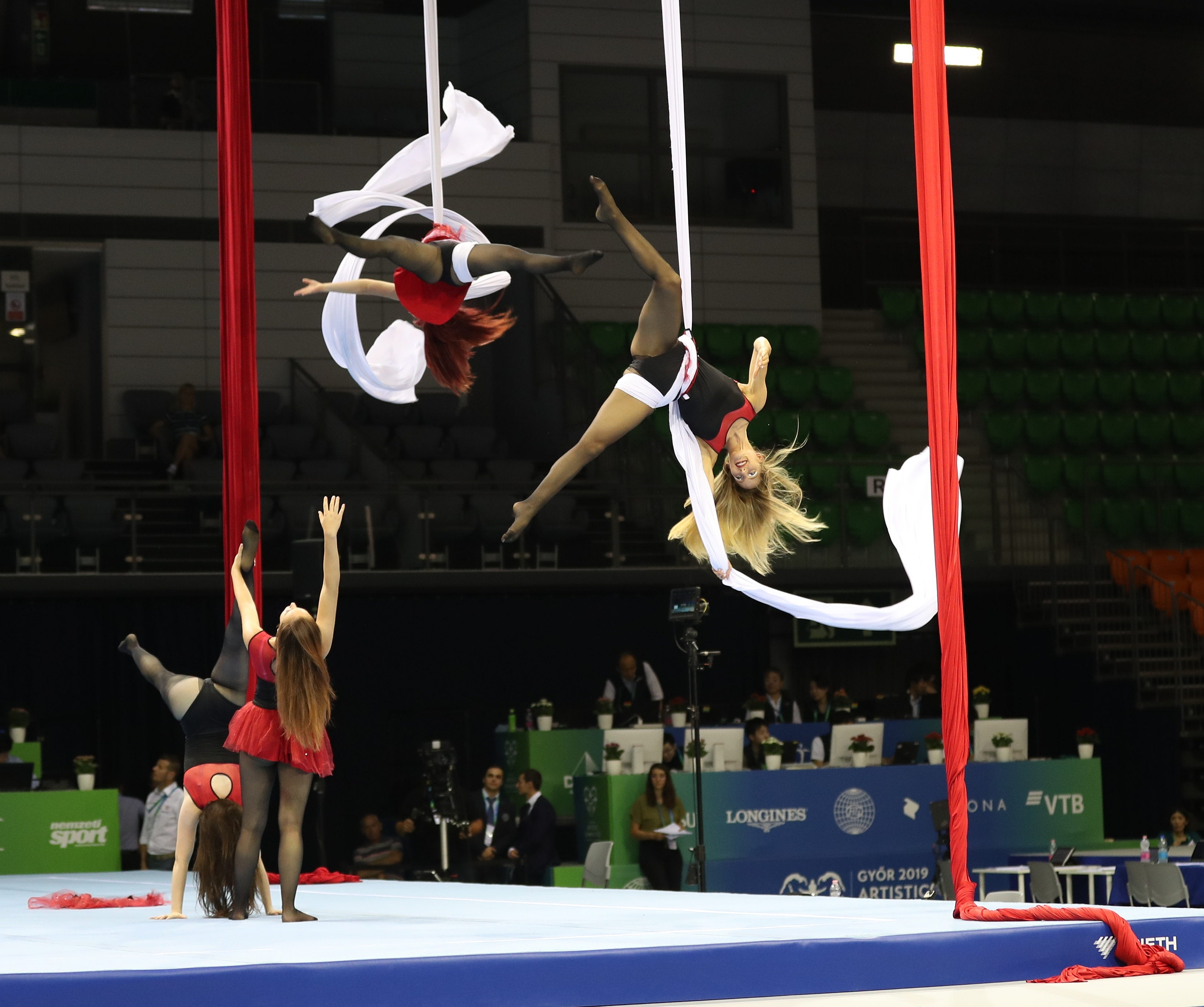
Aerial silks-acrobaten

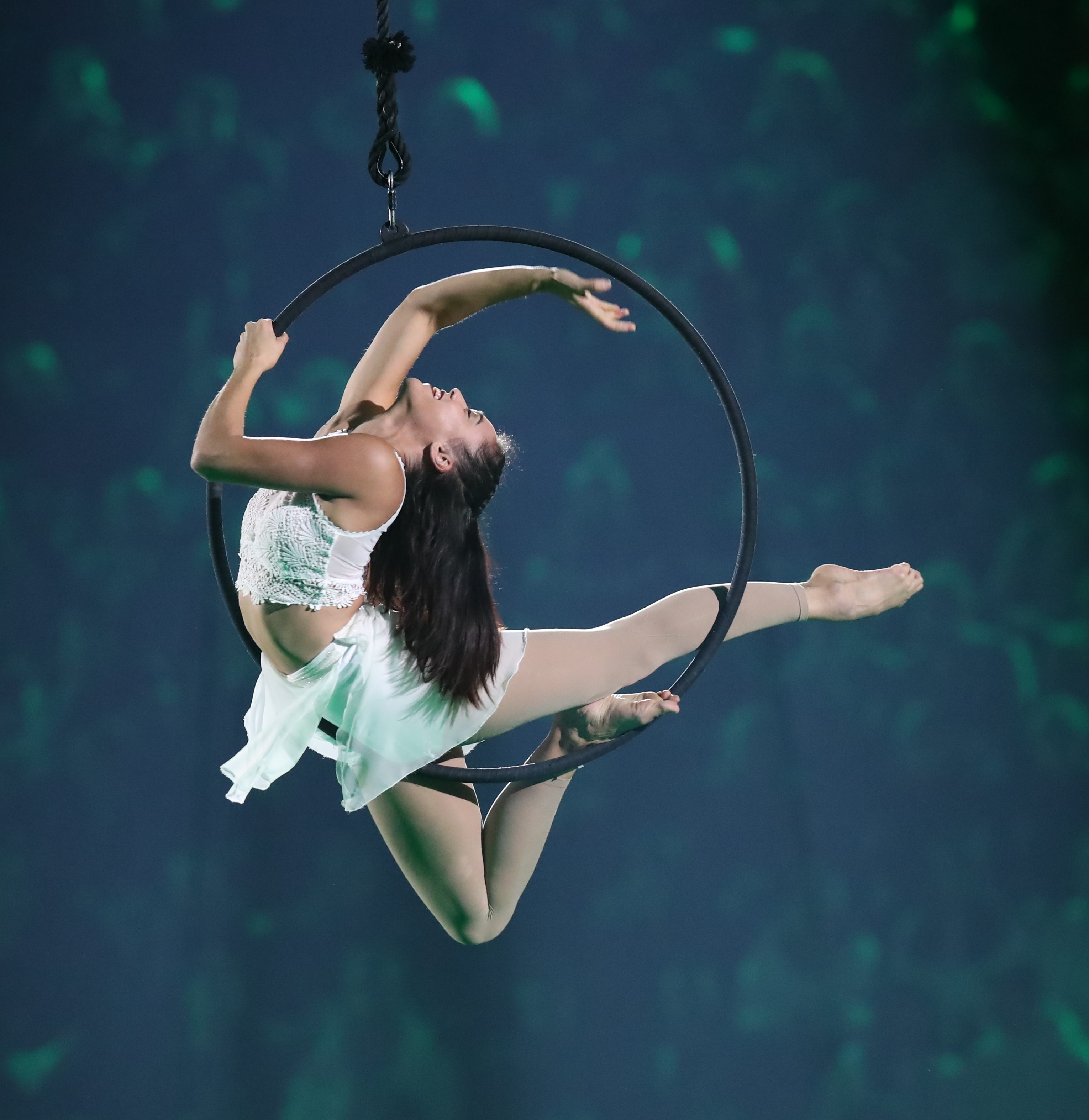
Een aerial hoop-acrobaat

Luchtacrobatiek (Engels: aerial acrobatics) is een vorm van acrobatiek waarbij atleten zich vastgrijpen aan een object dat in de lucht hangt, zoals een doek (aerial silks), een ring (aerial hoop) of een trapeze. De discipline combineert kracht, flexibiliteit en creativiteit en wordt vaak uitgevoerd in circussen of op circusfestivals, maar ook op sportscholen.

## Geschiedenis
Luchtacrobatiek is ontstaan uit traditionele circusacts en is de laatste jaren steeds populairder geworden als fitnessdiscipline. Het wordt nu wereldwijd beoefend, niet alleen door professionele acrobaten, maar ook door amateurs die het als sport of kunstvorm beoefenen.

## Vormen
Er zijn verschillende disciplines binnen luchtacrobatiek, waaronder:
- Aerial Silks: Lange doeken waaraan de acrobaat klimt en acrobatische bewegingen uitvoert, met focus op kracht en flexibiliteit.
- Aerial Hoop (Lyra): Een grote metalen ring waaraan de acrobaat draait en posities uitvoert, met nadruk op balans en elegantie.
- Aerial Trapeze: Een trapeze in de lucht waar de acrobaat spectaculaire sprongen en flips uitvoert, vaak in samenwerking met anderen.
- Aerial Hammock: Een hangmat van stof waaraan de acrobaat zich vastgrijpt voor bewegingen met meer stabiliteit, ideaal voor beginners.
- Aerial Rope: Een touw waar de acrobaat klimt en acrobatische bewegingen uitvoert, met veel focus op kracht en controle.
- Aerial Cube: Een kubusvormige structuur waaraan de acrobaat zich vasthoudt en beweegt in verschillende hoeken.
- Aerial Straps: Twee banden waaraan de acrobaat zich vasthoudt om verschillende acrobatische tricks uit te voeren, met focus op armkracht.
- Aerial Net: Een net waaraan de acrobaat zich beweegt voor een unieke ervaring met een combinatie van kracht en acrobatiek.
- Aerial Yoga: Yoga met behulp van doeken die het lichaam ondersteunen voor meer flexibiliteit, kracht en ontspanning.
- Aerial Sling: Een doekconfiguratie die ondersteuning biedt voor zowel dynamische als therapeutische aerial bewegingen.
- Flying Trapeze: Een trapeze waarbij de acrobaat van de ene naar de andere trapeze slingert, met veel timing en vertrouwen.
- Aerial Chains: Kettingen waaraan de acrobaat zich vasthoudt om te slingeren en complexe bewegingen uit te voeren.
- Aerial Spiral: Een touw of doek in een spiraalvorm waarmee de acrobaat slingert, klimt en draait voor unieke effecten.
- Aerial Pole (Flying Pole): Een verticale paal waaraan de acrobaat beweegt en acrobatische trucs uitvoert, met focus op kracht en coördinatie.

## Technieken en bewegingen
Aerial acrobaten voeren verschillende technieken uit, zoals draaien, klimmen, en het uitvoeren van drops (waarbij ze tijdelijk loslaten en gecontroleerd vallen). Ze combineren acrobatische bewegingen met elegantie, wat het een visueel indrukwekkende discipline maakt.

## Training
Aerial acrobaten trainen vaak in speciale studio's waar ze de technieken leren en verbeteren. Ze oefenen hun kracht, flexibiliteit en coördinatie, aangezien dit essentieel is voor de complexiteit van de bewegingen.

## Veiligheid
Veiligheid is cruciaal in luchtacrobatiek. Acrobaten dragen vaak beschermende materialen zoals matten of veiligheidsharnassen, en ze leren de juiste technieken om blessures te voorkomen. Een goede instructeur is belangrijk om de juiste technieken aan te leren en ongevallen te vermijden.

## Evenementen en wedstrijden
Er worden wereldwijd veel evenementen georganiseerd, zoals circusfestivals en wedstrijden, waar acrobaten hun vaardigheden kunnen tonen. Een bekend voorbeeld is Cirque du Soleil, waar luchtacrobatiek vaak een hoofdrol speelt.